# Shigatse
Shigatse (traslitterata anche come: Gzhis-ka-rtse; gzhi-ka-rtse; Xigazê; in cinese: 日喀则 pronuncia: pinyin: Rìkāzé, Wade-Giles: Zhigatse [Zhi-ga-tse] e Xigatse), oltre ad essere stata un'importante città del Tibet storico, oggi è la seconda città per popolazione (80 000 abitanti) della Regione Autonoma del Tibet ed è la capitale della provincia tibetana di Tsang.
La città sorge alla confluenza del Yarlung Tsangpo (Yar-lung Gtsang-po) (noto in occidente come Brahmaputra) e del Nyangchu (Nyang-chu). I maggiori edifici sono: il monastero di Tashilhunpo (sede del Panchen Lama) edificato nel 1447 e la fortezza, dzong distrutta negli anni cinquanta.
Nei pressi della città sorgono il monastero di Shalu -famoso per la descrizione datane da Alexandra David-Néel-, a 18 chilometri, e il monastero di Sakya, a 130 chilometri.
Nel 1628 i missionari gesuiti portoghesi João Cabral e Estêvão Cacella furono cordialmente accolti a Shigatse dal re dello Ü-Tsang e vi stabilirono una missione.

## Galleria d'immagini

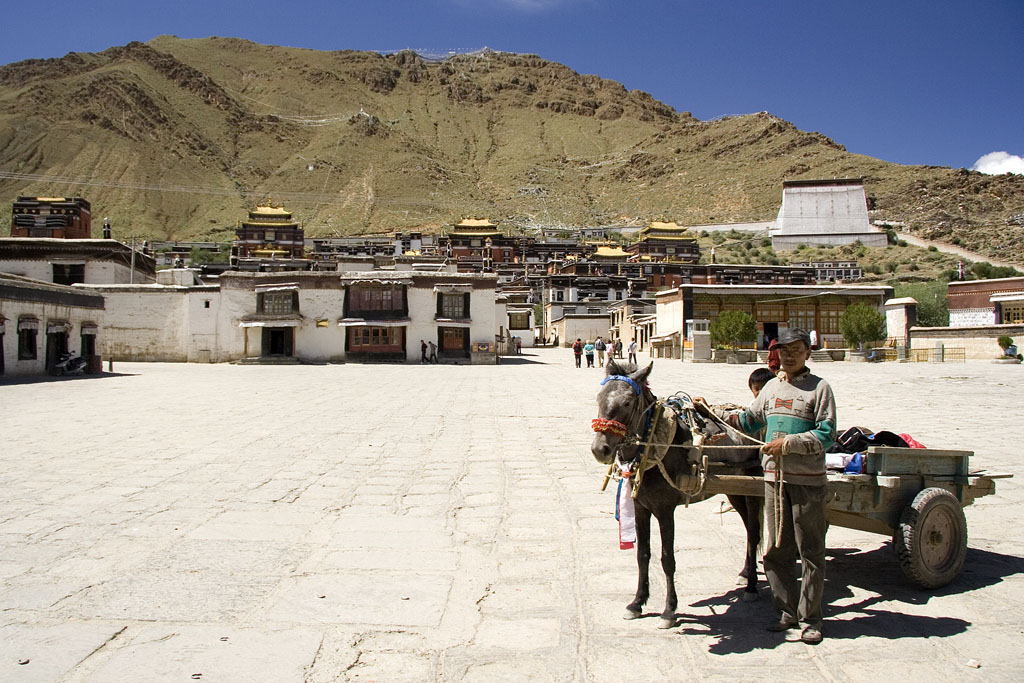
Monastero di Tashilhunpo
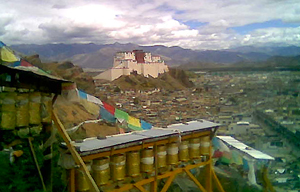
Samdrubtse Dzong ricostruito
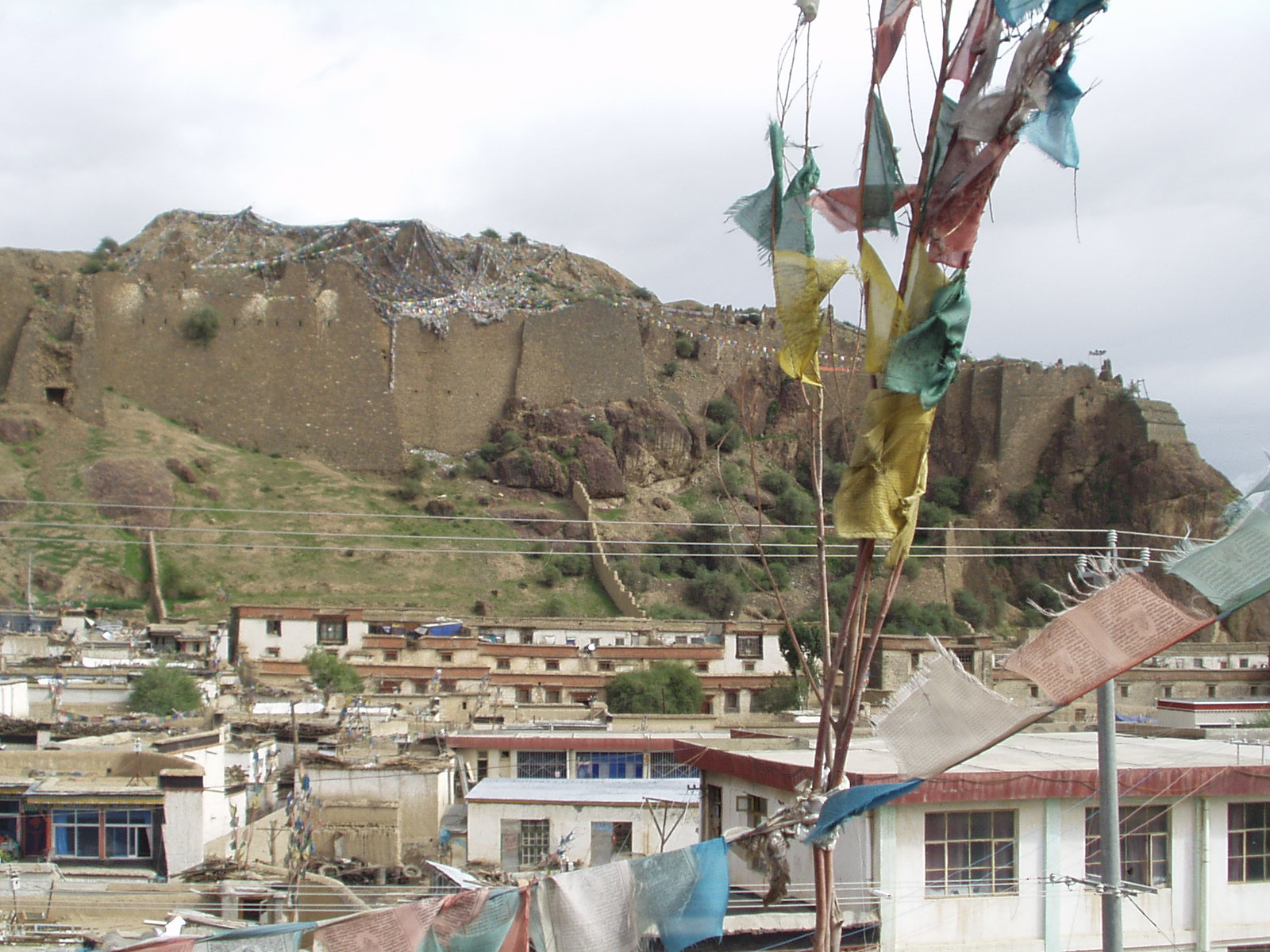
Shigatse 2005. Le rovine del castello, Dzong, visto dal mercato cittadino